# Rückersdorf (Bajorország)
Rückersdorf település Németországban, azon belül Bajorországban. Lakosainak száma 4766 fő (2023. december 31.).

## Népesség
A település népessége az elmúlt években az alábbi módon változott:
| Lakosok száma | 639  | 2871 | 4073 | 4020 | 4417 | 4413 | 4582 | 4612 | 4796 | 4766 |
|               | 1875 | 1950 | 1975 | 1987 | 2012 | 2014 | 2016 | 2017 | 2021 | 2023 |